# Proechimys trinitatus
Proechimys trinitatus (Тринідадський щетинець) — вид гризунів родини щетинцевих; зустрічається на Тринідаді. Мешкає в лісах, що сезонно заболочуються. Нічний, наземний і самітницький. Харчується насінням, фруктами, у меншій мірі листям і комахами. Каріотип: 2n=62, FN=80.

## Загрози та охорона
Теперішній стан популяції не відомий. Загрози не відомі. Є охоронювані зони в межах його діапазону проживання.